# Ценолестові
Ценолестові (Caenolestidae) — родина ссавців з когорти сумчастих, єдина сучасна родина ряду ценолестоподібних (Paucituberculata). Три роди ценолестових мають роз'єднані території проживання, займаючи лісові масиви в різних регіонах Анд на півночі і заході Південної Америки (Колумбія, Еквадор, Перу, Чилі). Rhyncholestes і Lestoros займають південні та центральні Анди, відповідно, Caenolestes займає північні Анди. Вони населяють вологі, прохолодні й щільні лісові регіони.

## Палеонтологічні відомості
Найбільш ранні відомі представники родини знаходяться в кінці олігоцену палеонтологічного літопису Південної Америки. В олігоцені й міоцені з'явилася різноманітна група ценолестових, в тому числі деяких вузькоспеціалізовані види. У Третинний період, коли Південна Америка була ізольована від інших континентів, ряд Paucituberculata включав в себе кілька родин. Після імміграції плацентних ссавців з появою сухопутного мосту Панама, вони були піддані конкуренції, так що сьогодні тільки одна родина вижила. 

## Морфологія
Ценолестові нагадують землерийок, через їх подовжені голови і маленькі очі й займають їх екологічну нішу. Череп подовжений і мозок примітивний; нюхові цибулини великі. Довжина тіла приблизно від 9 до 13 см. Хутро м'яке й товсте, як правило, коричневого кольору, сіре або чорне.

## Екологія
Це сутінкові та нічні тварини, які живуть в основному на землі, але вони хороші альпіністи й використовують свій хвіст як опору. У пошуках їжі вони швидко бігають в густі зарості по бігових доріжках. Нюх і слух у них відмінний, зір не дуже розвинений. Дієта складається в основному з комах і черв'яків, а іноді дрібних хребетних і фруктів.

## Відтворення
Мало що відомо про відтворення. У самиць в залежності від виду від 4 до 6 сосків, і нема сумки.